# Berard Bulsiewicz

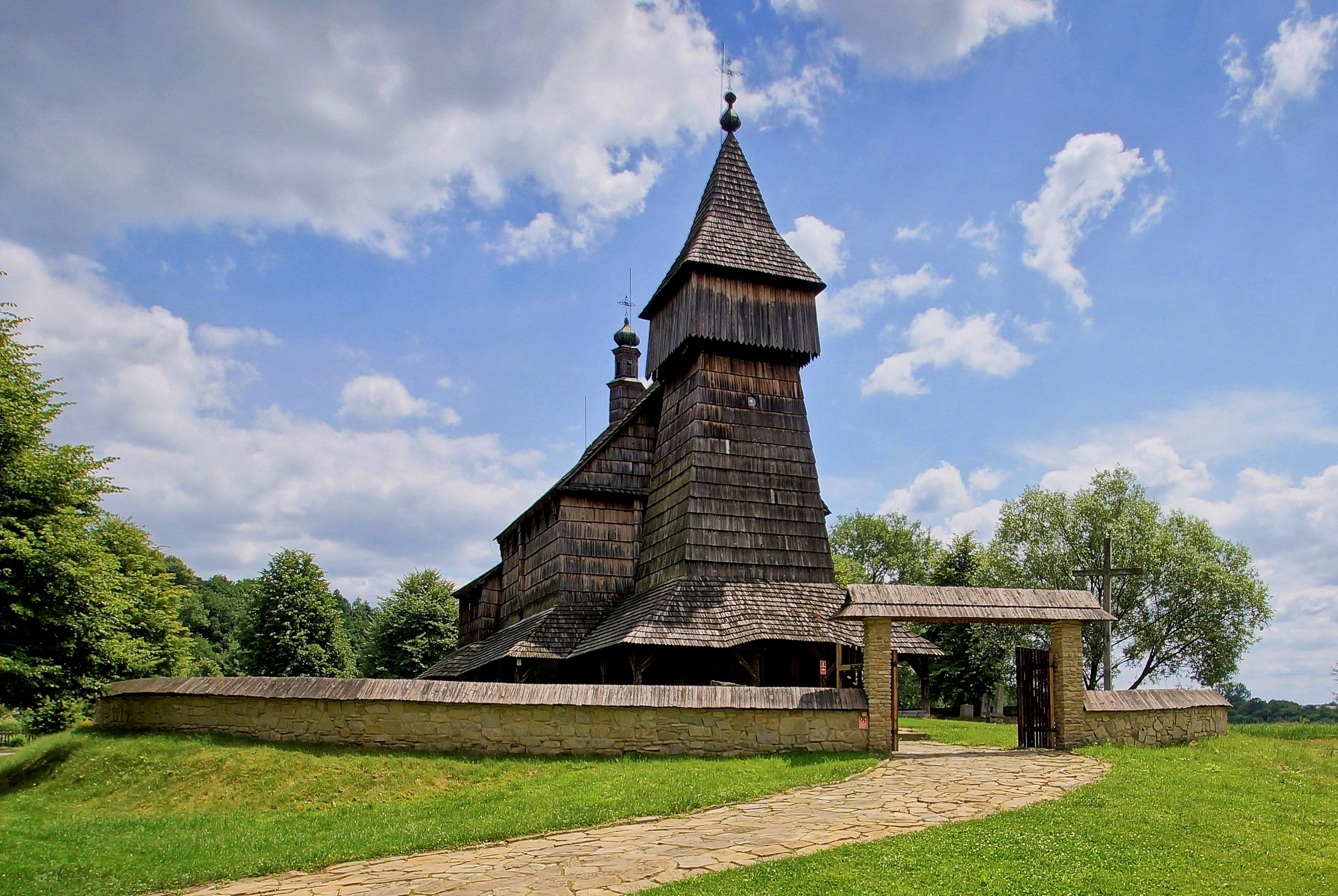
Kościół św. Mikołaja w Bączalu Dolnym

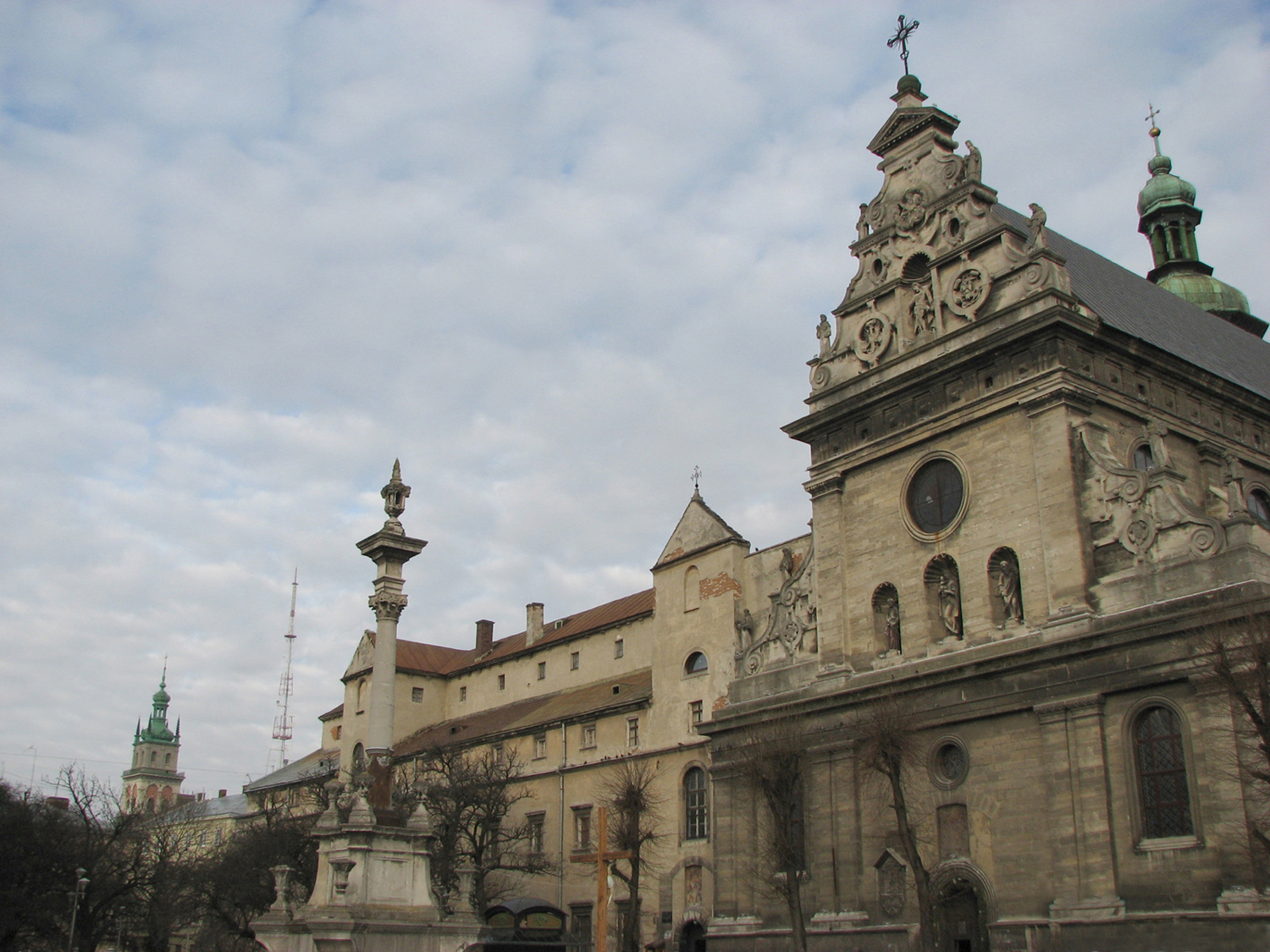
Klasztor oo. Bernardynów we Lwowie – macierzysty zakon o. Berarda

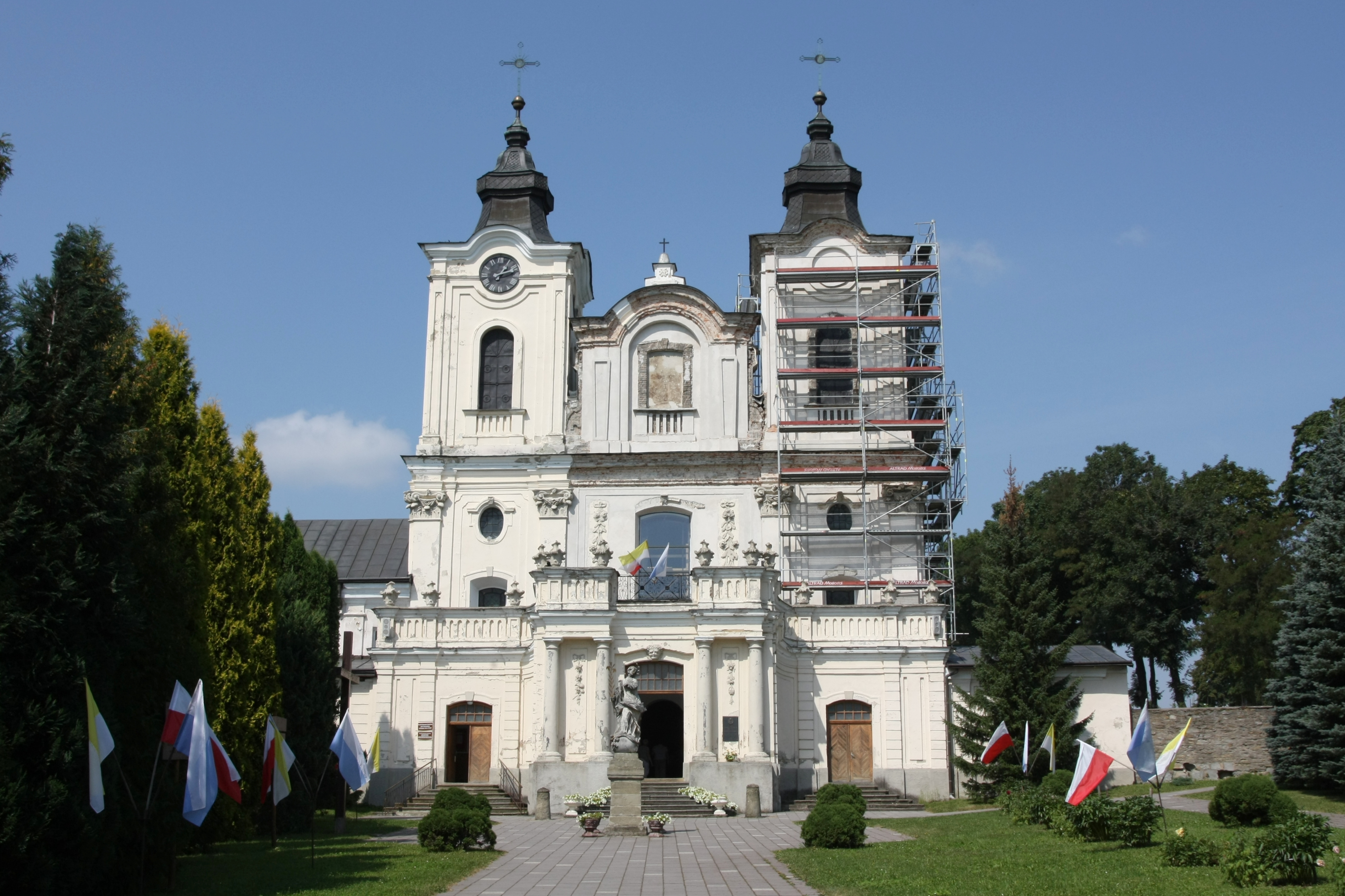
Klasztor oo. Bernardynów w Dukli

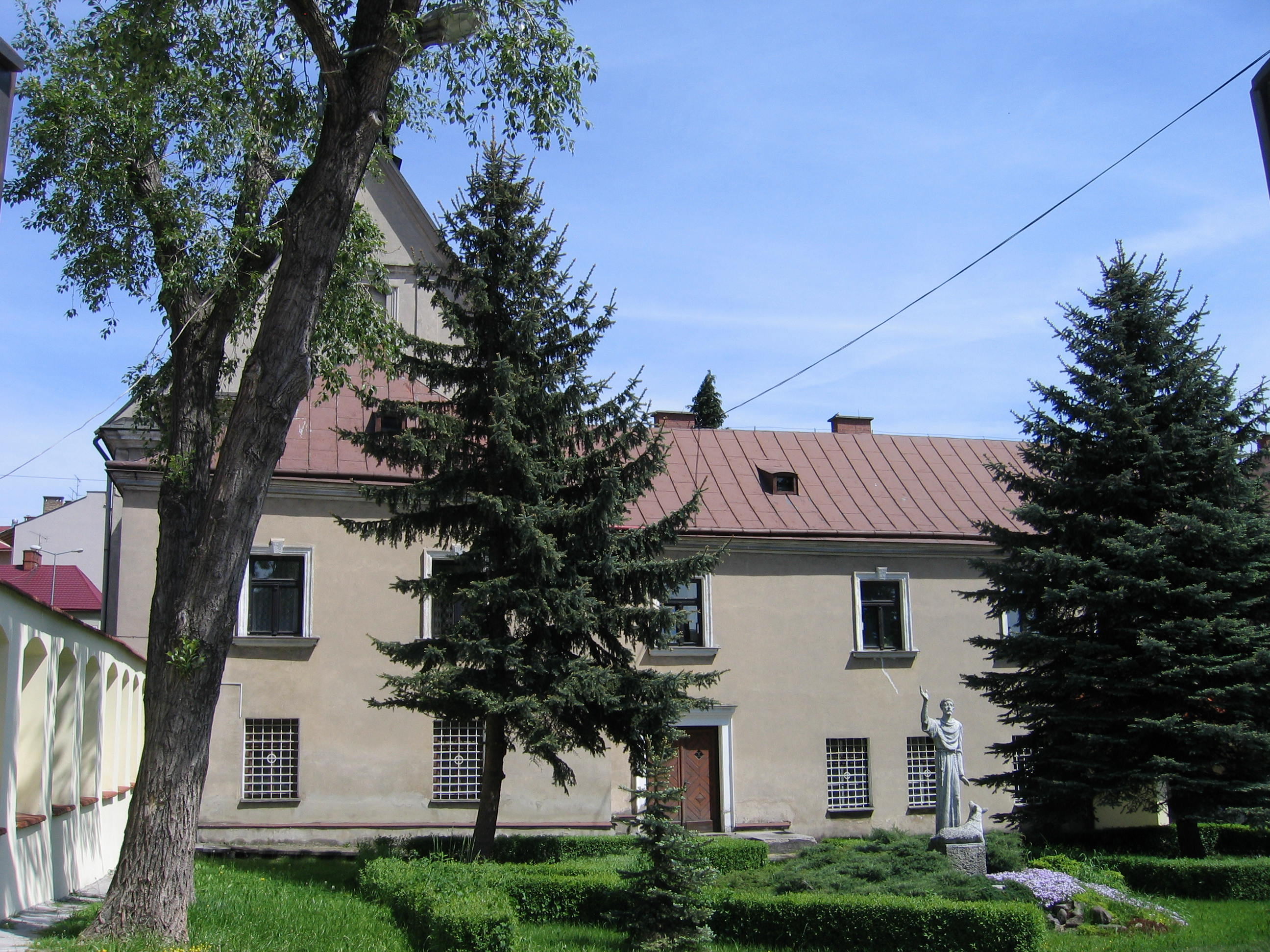
Tarnów – klasztor oo. Bernardynów

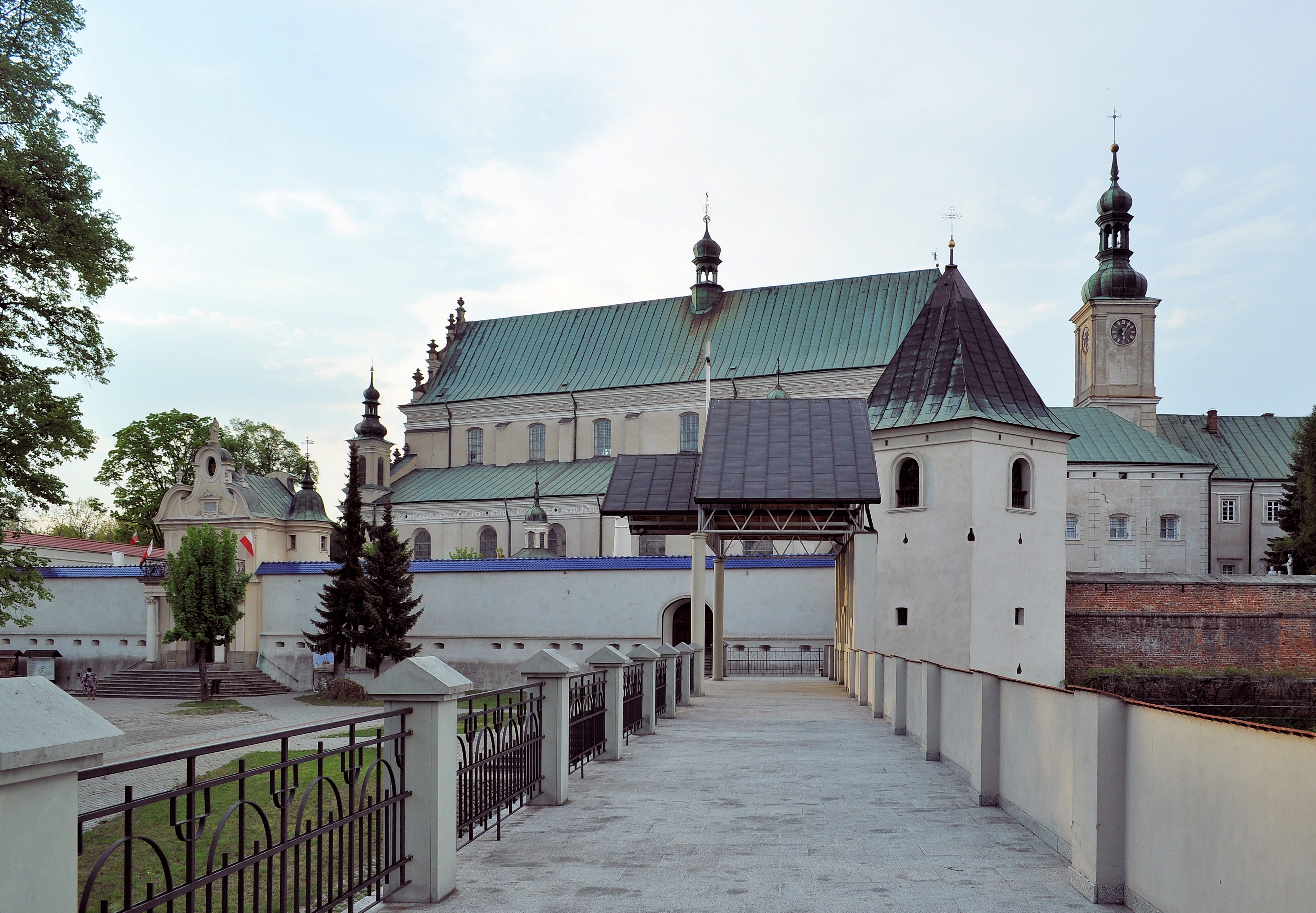
Leżajsk – klasztor oo. Bernardynów, gdzie posługiwał przed sekularyzacją

Berard Bulsiewicz, właśc. Józef Bulsiewicz (ur. 1837 lub 26 lutego 1838↓ w Jabłonicy, zm. 20 kwietnia 1896 w Duluth) – polski zakonnik, bernardyn, kaznodzieja lwowski, przyrodnik, działacz patriotyczny i polonijny w Stanach Zjednoczonych, pedagog, publicysta i wydawca, kapelan powstania styczniowego.

## Życiorys

### Młodość
Józef Bulsiewicz urodził się najpóźniej w 1838 w Jabłonicy koło Jasła na terenie ówczesnej Galicji (zapewne w domu rodzinnym matki), jako syn Michała i Franciszki. Chrzest przyjął najprawdopodobniej w kościele św. Mikołaja w Bączalu Dolnym, stanowiącym siedzibę miejscowej parafii rzymskokatolickiej erygowanej w 1348, w której skład wchodziła od początku swojego istnienia wieś Jabłonica. Prawdopodobnie (nie można tego udokumentować) ukończył szkołę ludową w Bączalu Dolnym lub pobliskim Jaśle.

### Życie zakonne
W 1857 wstąpił do zakonu oo. Bernardynów we Lwowie, gdzie studiował teologię. Przybrał imię zakonne Berard. Trzy lata później przyjął święcenia prezbiteriatu. Jeszcze przed powstaniem styczniowym dał się poznać jako gorliwy kaznodzieja słynący z głoszenia płomiennych kazań o tematyce patriotycznej i troszczący się o wyzwolenie Polski spod władzy zaborców. Głosił je we Lwowie, a także podczas pobytu w klasztorze Bernardynów w Zbarażu (m.in. pod koniec 1862 i w pierwszych dniach 1863) oraz w Łozowie koło Tarnopola.

### Powstanie styczniowe
Sprawując posługę duszpasterską we Lwowie poznał Jana Czarneckiego – późniejszego powstańca. Po wybuchu powstania wstąpił do oddziału płk. Dionizego Czachowskiego. Walczył m.in. w bitwie pod Krzeszowem 21 marca 1863, gdzie według tradycji z krzyżem w ręku prowadził szyki do boju. Jako kapelan służył w majowej wyprawie gen. Antoniego Jeziorańskiego pod Kobylankę oraz w komendach płk. Leona Czechowskiego i Paulina Ksawerego Bohdanowicza. Odniósł liczne rany bitewne w styczniu 1864 jako kapelan pułku olkuskiego u gen. Józefa Hauke-Bosaka.

#### Represje po upadku powstania
Po klęsce powstania styczniowego popadł w konflikt z władzami kościelnymi i państwowymi. Po krótkiej rekonwalescencji spędzonej u rodziny i w uzdrowiskach w okolicy Jasła, m.in. w Iwoniczu-Zdroju, pod przybranym nazwiskiem ks. Tomasza Paszyńskiego (doktora teologii) wykładał w Seminarium Duchownym w Przemyślu. 9 lipca 1864 podczas pobytu u przyjaciela ks. Stanisława Morgensterna w Żabnie-Odporyszowie nad Dunajcem został aresztowany i postawiony przed sądem wojennym. Za udział w ruchu rewolucyjnym skazany w Tarnowie na 10 miesięcy więzienia. Wyszedł na wolność po ośmiu miesiącach pobytu w tarnowskim więzieniu i opłaceniu kaucji na mocy aktu łaski cesarza Franciszka Józefa, następnie pracował w tamtejszym klasztorze bernardyńskim jako wydawca, głosił także okolicznościowe kazania w związku z uroczystościami narodowymi, w tym z rocznicą rzezi galicyjskiej.

### Praca duszpasterska i oświatowa na obszarze Galicji
W 1866 przebywał w zakonie oo. Bernardynów w Dukli. Po czterech latach pobytu w Dukli rozpoczął działalność poza granicami klasztoru, m.in. został mianowany administratorem parafii w Śniatyniu. Następnie w 1873 został katechetą i zarazem dyrektorem szkoły w Zbarażu. W 1874 kolejny raz przebywał w dukielskim klasztorze. W 1880 był kierownikiem czteroklasowej szkoły elementarnej przy Instytucie dla Sierot i Ubogich w Drohowyżu i zarazem przez rok (w 1883) administratorem parafii w Radziechowicach koło miasta Brody. Z powodu austriackiej cenzury zrezygnował z publicystyki i wydawnictw i w 1884 wyjechał do Kanady. Z uwagi na jego czynną walkę w powstaniu styczniowym, ówcześni przełożeni kościelni i biskupi stronili od dopuszczania ojca Berarda do publicznego odprawiania Eucharystii. Po kilku latach pobytu w kanadyjskim Winnipeg w 1889 został skierowany do klasztoru oo. Bernardynów w Leżajsku, po trzech latach pobytu w klasztorze za zgodą Stolicy Apostolskiej sekularyzował się i został kapłanem diecezjalnym.

### Działalność polonijna w Stanach Zjednoczonych
15 kwietnia 1894 z portu w Hamburgu wypłynął do Stanów Zjednoczonych, podejmując duszpasterstwo polonijne. Przebywał m.in. w New Jersey, jako proboszcz objął Polską Misję Katolicką w Pallisades Park – Nowej Częstochowie nad rzeką Hudson na terenie diecezji Newark. Tam padł ofiarą rabunku, stracił wszystkie oszczędności i podupadł na zdrowiu. Od 1894 przebywał w parafii Świętego Krzyża w Minneapolis u ks. Jamesa (Jakuba) Pacholskiego.
W związku z rozwijającą się chorobą, w 1895 skierowany został do szpitala prowadzonego przez Zgromadzenie Braci Aleksjanów w Oshkosh w amerykańskim stanie Wisconsin. Zmarł tragicznie w wypadku kolejowym 20 kwietnia 1896 w Duluth. Spoczywa na Saint Marys Cemetery w Winonie (stan Minnesota). W polskich publikacjach często powielana jest błędna data śmierci – rok 1902.

### Działalność wydawnicza
W 1875 wznowił w Tarnowie pierwsze pismo wydawane dla ludu Galicji – „Dzwonek”, które wcześniej, w latach 1859–1874, wydawane było we Lwowie. Treść artykułów zamieszczanych w piśmie propagowała rozwój oświaty, czytelnictwa wśród włościan, ogrodnictwa, pszczelarstwa oraz zaznajamiała z ówczesnymi przepisami prawnymi. W latach 1881–1885 wydawał czasopismo „Pogoń” o tematyce ekonomiczno-społecznej. Redagował i publikował artykuły w dwutygodniku „Zgoda”.

### Hipotezy i wątpliwości wokół daty urodzenia
Data urodzenia Józefa Bulsiewicza budzi wątpliwości. Niekompletnie zachowane księgi metrykalne miejscowych parafii nie pozwalają na jej szczegółową weryfikację. Źródła historyczne sugerują trzy możliwe daty urodzin, przypadające na lata 1836–1838.